# Bieberbachgruppe
Eine Bieberbachgruppe, benannt  nach Ludwig Bieberbach, ist in der Gruppentheorie eine Raumgruppe, also eine diskrete Gruppe von Isometrien des euklidischen Raumes mit beschränktem Fundamentalbereich, mit der zusätzlichen Eigenschaft, dass jeder Punkt des euklidischen Raumes nur von der Identitätsoperation stabilisiert wird.
Man nennt diese Raumgruppen auch fixpunktfrei.

## Definitionen
Wir betrachten die Gruppe {\displaystyle E(n)} der Isometrien des euklidischen Raumes, also des {\displaystyle \mathbb {R} ^{n}} mit der euklidischen Metrik. (Siehe Bewegung (Mathematik)#Bewegungen im euklidischen Raum.) Manche dieser Bewegungen (z. B. Drehungen) stabilisieren einen oder mehrere Punkte des euklidischen Raumes, andere (z. B. Verschiebungen) lassen keinen Punkt fest.
Eine Raumgruppe (oder kristallografische Gruppe) {\displaystyle \Gamma \subset E(n)} ist eine diskrete Gruppe von Isometrien des euklidischen Raumes mit beschränktem Fundamentalbereich. Dabei heißt eine Gruppe diskret, wenn es keine Folgen {\displaystyle id\not =\gamma _{n}\in \Gamma } mit {\displaystyle \gamma _{n}\to id} gibt. Die Beschränktheit des Fundamentalbereichs ist äquivalent zu den Bedingungen, dass {\displaystyle \Gamma \backslash \mathbb {R} ^{n}} (oder äquivalent {\displaystyle \Gamma \backslash E(n)}) kompakt ist.
In der Kristallografie spielen 3-dimensionale Raumgruppen eine wesentliche Rolle.
Eine Bieberbachgruppe ist eine Raumgruppe {\displaystyle \Gamma }, deren Wirkung auf dem {\displaystyle \mathbb {R} ^{n}} fixpunktfrei ist. Das bedeutet, dass es keinen Punkt {\displaystyle x\in \mathbb {R} ^{n}} mit
{\displaystyle \gamma .x=x\ \forall \gamma \in \Gamma }
gibt. Man beachte, dass einzelne Elemente aus {\displaystyle \Gamma } durchaus Fixpunkte haben könne, eine Bieberbachgruppe also durchaus auch Spiegelungen oder Drehungen enthalten kann, weil nur die Existenz eines gemeinsamen Fixpunktes aller {\displaystyle \gamma \in \Gamma } ausgeschlossen wird.
Die fixpunktfreie Wirkung ist äquivalent zu der Bedingung, dass aus {\displaystyle \gamma \in \Gamma } und {\displaystyle \gamma ^{n}=id} für ein {\displaystyle n\geq 1} stets {\displaystyle \gamma =id} folgt. Eine andere äquivalente Bedingung ist, dass der Quotientenraum {\displaystyle M=\Gamma \backslash \mathbb {R} ^{n}} eine Mannigfaltigkeit (nicht nur eine Orbifaltigkeit) ist. Weil {\displaystyle \Gamma } eine Gruppe von Isometrien ist, "erbt" {\displaystyle M} dann die flache Metrik des {\displaystyle \mathbb {R} ^{n}}. Bieberbachgruppen sind also gerade die Fundamentalgruppen  kompakter flacher Mannigfaltigkeiten, weshalb sie auch in der Differentialgeometrie von Interesse sind.

## Beispiele

Ausschnitt eines Gitters. Die blauen Punkte gehören zum Gitter. Jedes Parallelogramm bildet einen Fundamentalbereich.

Ein Beispiel einer Bieberbachgruppe ist die Gruppe der "ganzzahligen Verschiebungen" der Ebene. Diese besteht aus den durch
{\displaystyle t_{m,n}\colon \mathbb {R} ^{2}\to \mathbb {R} ^{2},\ \ t_{m,n}(x,y):=(x+m,y+n)}
definierten Verschiebungen, wobei {\displaystyle m} und {\displaystyle n} alle ganzen Zahlen durchlaufen. Diese Gruppe ist also isomorph zu {\displaystyle \mathbb {Z} ^{2}}, sie ist diskret und ein beschränkter Fundamentalbereich ist zum Beispiel gegeben durch das Einheitsquadrat {\displaystyle \left\{(x,y)\in \mathbb {R} ^{2}\colon 0\leq x,y\leq 1\right\}}. Die Gruppe operiert fixpunktfrei, weil alle Elemente (außer der Identität) Verschiebungen sind.
Allgemeiner kann man ein beliebiges Gitter (wie im Bild rechts) verwenden, die Verschiebungen parallel zu Vektoren dieses Gitters definieren dann eine 2-dimensionale Bieberbachgruppe, die abstrakt natürlich ebenfalls zu {\displaystyle \mathbb {Z} ^{2}} isomorph ist und die eines der Parallelogramme als kompakten Fundamentalbereich hat. Es gibt aber auch 2-dimensionale Bieberbachgruppen, in denen zusätzlich zu Verschiebungen noch eine Spiegelung vorkommt, siehe Kleinsche Flasche.
Diese Beispiele lassen sich auf höhere Dimensionen verallgemeinern, zu jedem n-dimensionalen Gitter im {\displaystyle \mathbb {R} ^{n}} definieren die Verschiebungen entlang des Gitters eine Bieberbachgruppe. Es gibt in höheren Dimensionen aber noch zahlreiche weitere Bieberbachgruppen (siehe Flache Mannigfaltigkeit) zum Beispiel 10 verschiedene Isomorphismustypen drei-dimensionaler Bieberbachgruppen. (Andererseits bilden Bieberbachgruppen nur einen kleinen Teil aller Raumgruppen, so gibt es zum Beispiel nach der Schoenflies-Fjodorow-Klassifikation 230 Isomorphismustypen drei-dimensionaler Raumgruppen.)